# Mese (Konstantinopel)

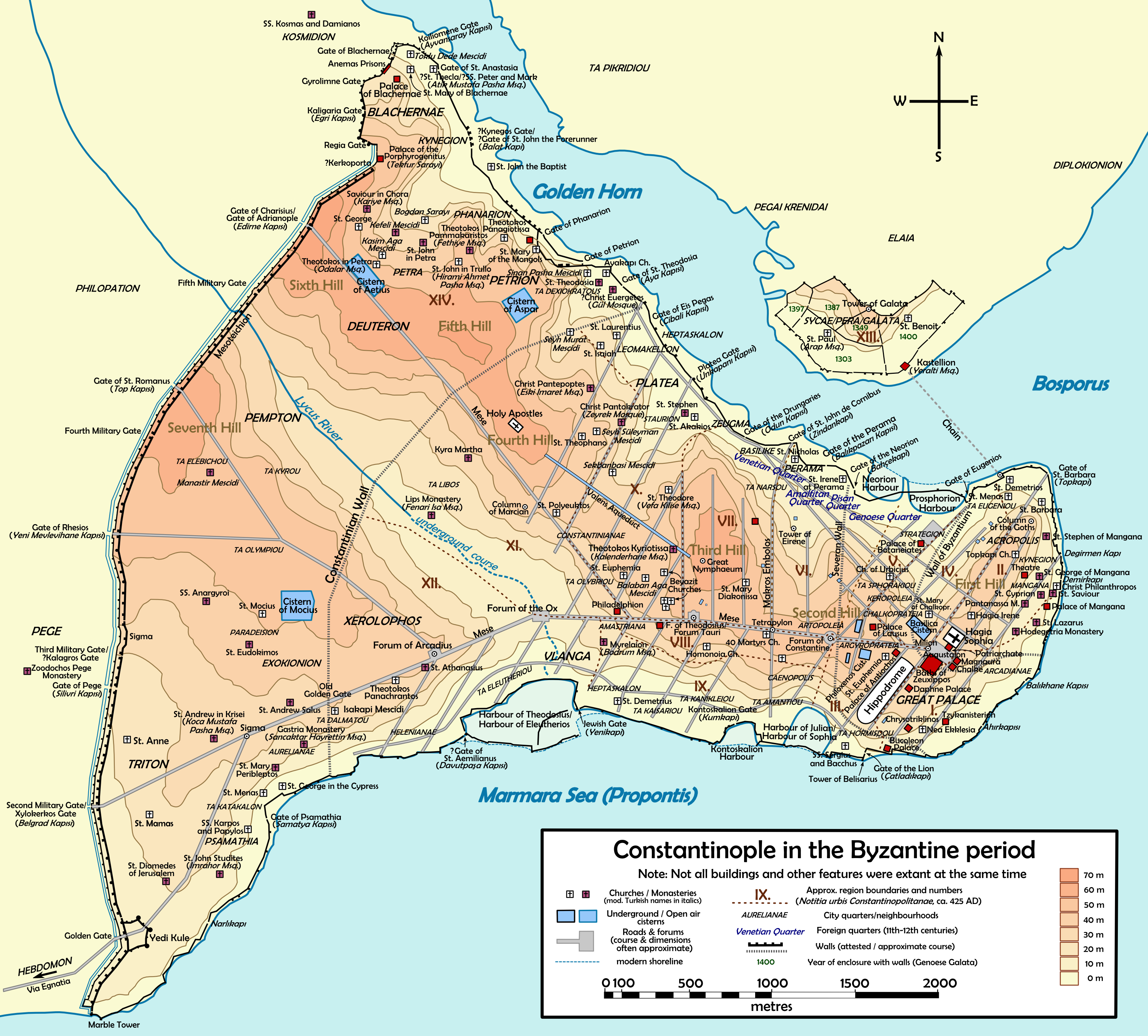
Karte des byzantinischen Konstantinopel

Die Mese (griechisch ἡ Μέση [Ὀδός], i Mése [Odós], dt. Mittelstraße) war die Hauptstraße durch das byzantinische Konstantinopel und Prozessionsweg der byzantinischen Kaiser.

## Beschreibung
Die Mese wurde auf Befehl von Konstantin dem Großen angelegt und begann am Milion vor dem Augustaion am Großen Palast und wendete sich nach Westen. Die Mese war 25 Meter breit und von Kolonnaden mit Geschäften gesäumt. Sie führte vorbei am Hippodrom und den Palästen des Lausos und des Antiochos und mündete nach ca. 600 Metern in das Konstantinsforum mit dem Senat. In diesem Bereich nannte man die Straße auch Regia (griechisch ἡ Ῥηγία, dt. kaiserliche Straße), weil sie zur Prozessionsstrecke vom Palast zum Forum des Gründers der Stadt führte.
Vom Konstantinsforum führte die Straße zum Theodosius-Forum. Auf halber Strecke lag eine Esplanade (Makros Embolos) mit einem Tetrapylon, das den Namen Anemodoulion („Diener der Winde“) trug. Kurz hinter dem Theodosius-Forum gelangte die Straße an Amastrianum und Philadelphion. Bis hierher verlief die eigentliche Mese. Hier teilte sie sich in einen nordwestlichen und einen südwestlichen Zweig. Die Nordwest-Route führte vorbei an der Apostelkirche und der Aetius-Zisterne zum Charisius-Tor der Theodosianischen Mauer. Die Südwest-Route führte über das Forum Bovis und das Arcadius-Forum zum Goldenen Tor der Theodosianischen Mauer. Dort wurde die Mese zur Via Egnatia. Als östliche Fortsetzung der Via Appia führte sie bis Rom.
Die Mese war der Weg, dem kaiserliche Prozessionen durch die Stadt zumindest bis in die komnenische Zeit folgten. Bei triumphalen Einzügen eines siegreichen Kaisers betrat dieser die Stadt durch das Goldene Tor und folgte der Mese zum Großen Palast, während jubelnde Menschenmassen die Straße säumten.
Bis heute bestimmt die Straße die Stadtteile der Altstadt Istanbuls. Der Divan Yolu führt bis zur Konstantinssäule, wo einst das Konstantinsforum lag. Ab hier folgt die Yeniçeriler Caddesi bis zur Beyazıt-Moschee und heißt dann Ordu Caddesi. An dieser Stelle teilte sich die einstige Mese. Zwar gibt es heute keine direkte Verbindung mehr, aber auch der nordwestliche Zweig der Straße ist erkennbar. Die Fevzi Paşa Caddesi führt stadtauswärts zum Charisius-Tor. Auch die südwestliche Route besitzt keine direkte Anbindung mehr, ist aber noch im Stadtplan als Weg zum Goldenen Tor erkennbar geblieben.
Die Mese war eine belebte Geschäftsstraße mit hunderten Geschäften auf beiden Seiten. Silber- und Kupferschmiede, Bäckereien und Textilhändler boten ihre Waren an.